# Triaz
Triaz (Amsterdam) is een Nederlandse sportvereniging waar men kan korfballen en tennissen. Triaz korfbal telt 4 senioren teams, en 1 team in de A, C en F. Ook bestaat er een kangoeroe-club voor de welpen.

## Geschiedenis
Triaz is een fusieclub van de volgende verenigingen:
- LUTO (1918) (Leert Uw Tegenstander Overwinnen)
- SVK/Groen Wit (1924) (Sport Ver. Kattenburg/KCO/A’dam-Zuid)
- BFC (1962) (BIG/Fortuna/Combinatie)

De naam Triaz komt voor uit Trio Amsterdam Zuid, omdat de club een fusie van 3 verenigingen is.
De fusie datum is 2 oktober 2001.

## Erelijst
- Nederlands kampioen zaalkorfbal, 1x (1972 met LUTO)
- Nederlands kampioen veldkorfbal, 4x (1965, 1971, 1976 en 1978 met LUTO)
- Europacup kampioen veldkorfbal, 1x (1978 met LUTO)